# Andrena microthorax
Andrena microthorax är en biart som beskrevs av Pérez 1895. Andrena microthorax ingår i släktet sandbin, och familjen grävbin. Inga underarter finns listade i Catalogue of Life.